# Сен-Вюльба
Сен-Вюльба́ (фр. Saint-Vulbas) — коммуна во Франции, находится в регионе Рона — Альпы. Департамент — Эн. Входит в состав кантона Ланьё. Округ коммуны — Белле.
Код INSEE коммуны — 01390.

## География
Коммуна расположена приблизительно в 410 км к юго-востоку от Парижа, в 36 км восточнее Лиона, в 45 км к югу от Бурк-ан-Бреса.
На востоке коммуны протекает река Рона.

## Климат
Климат полуконтинентальный с холодной зимой и тёплым летом. Дожди бывают нечасто, в основном летом.

## Население
Население коммуны на 2010 год составляло 957 человек.
| 1962 | 1968 | 1975 | 1982 | 1990 | 1999 | 2010 |
| ---- | ---- | ---- | ---- | ---- | ---- | ---- |
| 263  | 370  | 975  | 464  | 710  | 803  | 957  |

## Экономика
В 2010 году среди 620 человек трудоспособного возраста (15—64 лет) 446 были экономически активными, 174 — неактивными (показатель активности — 71,9 %, в 1999 году было 77,4 %). Из 446 активных жителей работали 406 человек (226 мужчин и 180 женщин), безработных было 40 (13 мужчин и 27 женщин). Среди 174 неактивных 44 человека были учениками или студентами, 33 — пенсионерами, 97 были неактивными по другим причинам.

## Достопримечательности
- Часовня Марсийё (XI век). Исторический памятник с 1944 года.[4]

## Фотогалерея
- Церковь и военный мемориал
- Библиотека
- АЭС Бюже